# Arrondissement de Bonconto
L'arrondissement de Bonkonto est l'un des arrondissements du Sénégal. Il est situé dans le département de Vélingara et la région de Kolda, en Casamance, dans le sud du pays.
Il compte quatre communautés rurales :
- Communauté rurale de Bonconto
- Communauté rurale de Linkéring
- Communauté rurale de Médina Gounass
- Communauté rurale de Sinthiang Koundara

Son chef-lieu est Bonconto.

## Attractions
La Grande Mosquée Al Hassanayni de Darou Hidjiratou est la plus grande mosquée de l'arrondissement de Bonconto. C'est l'une des principales mosquées pour les musulmans chiites au Sénégal.

## Personnes influentes
- Cherif Mohamed Aly Aidara, guide religieux et spirituel de la communauté chiite mozdahir et fondateur de l'ONG Institut Mozdahir international (IMI)[3],[4]: